# Ahmed Niyazi Bey

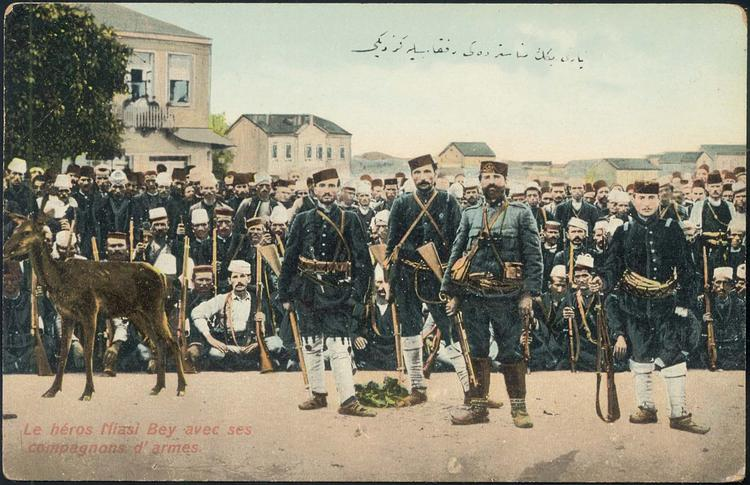
Niyazi Bey mit seinen Soldaten

Ahmed Niyazi Bey (türkisch Resneli Ahmet Niyazi Bey; * 1873 in Resne, Osmanisches Reich, heute Nordmazedonien; † 17. April 1913 in Vlora, Albanien) war ein osmanischer Offizier und einer der Anführer der Jungtürkischen Revolution von 1908.

## Leben
Ahmed Niyazi wurde in der mazedonischen, damals osmanischen Stadt Resne (heute Resen) geboren, weswegen er auch türkisch Resneli genannt wurde. Ethnisch gesehen war er albanischer Herkunft. Er trat früh in die osmanische Armee ein, durchlief die Kadettenanstalt und errang zunächst den Rang eines Leutnants. Er kämpfte im Griechisch-Osmanischen Krieg von 1896/97 und wurde zum Oberleutnant befördert. Der höchste Rang, den er erreichte, war der des kolağası. Während des Erstarkens der politischen Bewegung der Jungtürken im Osmanischen Reich setzte er sich mit dem „Komitee für Einheit und Fortschritt“ (İttihad ve Terakki Fırkası) in Manastır (heute Bitola) in Verbindung.
Am 3. Juli 1908 zog er mit 200 Soldaten und 200 Başı Bozuks und Zivilisten aus der Resener Kaserne in die Berge und gab den Auftakt für die erfolgreiche Konstitutionelle Revolution der Jungtürken, durch die die Osmanische Verfassung nach dreißigjähriger faktischer Unwirksamkeit erneut in Kraft trat. Noch am Tag seiner Revolte schrieb er eine Erklärung der Revolte gegen den Sultanspalast an den Gouverneur von Manastır und an den Generalinspektor Makedoniens Hilmi Pascha. In seiner Erklärung beschrieb er sich als den „Anführer von 200 Männern“ und nicht als Mitglied der İttihat ve Terakki, was schließen lässt, dass das Ittihad-Komitee die Revolte noch nicht kontrollierte, sondern dass dieser Aufstand aus Niyazis eigener Initiative entstanden ist. Niyazi gefolgt waren der Bürgermeister von Resne Hoca Cemal, Finanzinspektor Tahsin Efendi und Polizeichef Tahir Bey sowie mehrere Offiziere niedrigeren Ranges. Unter ihnen befand sich der spätere Kriegsminister Enver.
Ahmed Niyazi Bey wurde am 17. April 1913 in Vlora, auf dem Weg nach Istanbul, von der Garde des Sultans erschossen.